# باتريسيا هال
باتريسيا هال (بالإنجليزية: Patricia Hall)‏ هي منافسة ألعاب القوى جامايكية، ولدت في 16 أكتوبر 1982 في أبرشية القديس آن ‏ في جامايكا.

## وصلات خارجية
- باتريسيا هال على موقع الاتحاد الدولي لألعاب القوى (الإنجليزية)
- باتريسيا هال على موقع الدوري الماسي (الإنجليزية)